# Rhexius ferrugineus
Rhexius ferrugineus är en skalbaggsart som beskrevs av Thomas Casey 1908. Rhexius ferrugineus ingår i släktet Rhexius och familjen kortvingar. Inga underarter finns listade i Catalogue of Life.